# Ananas

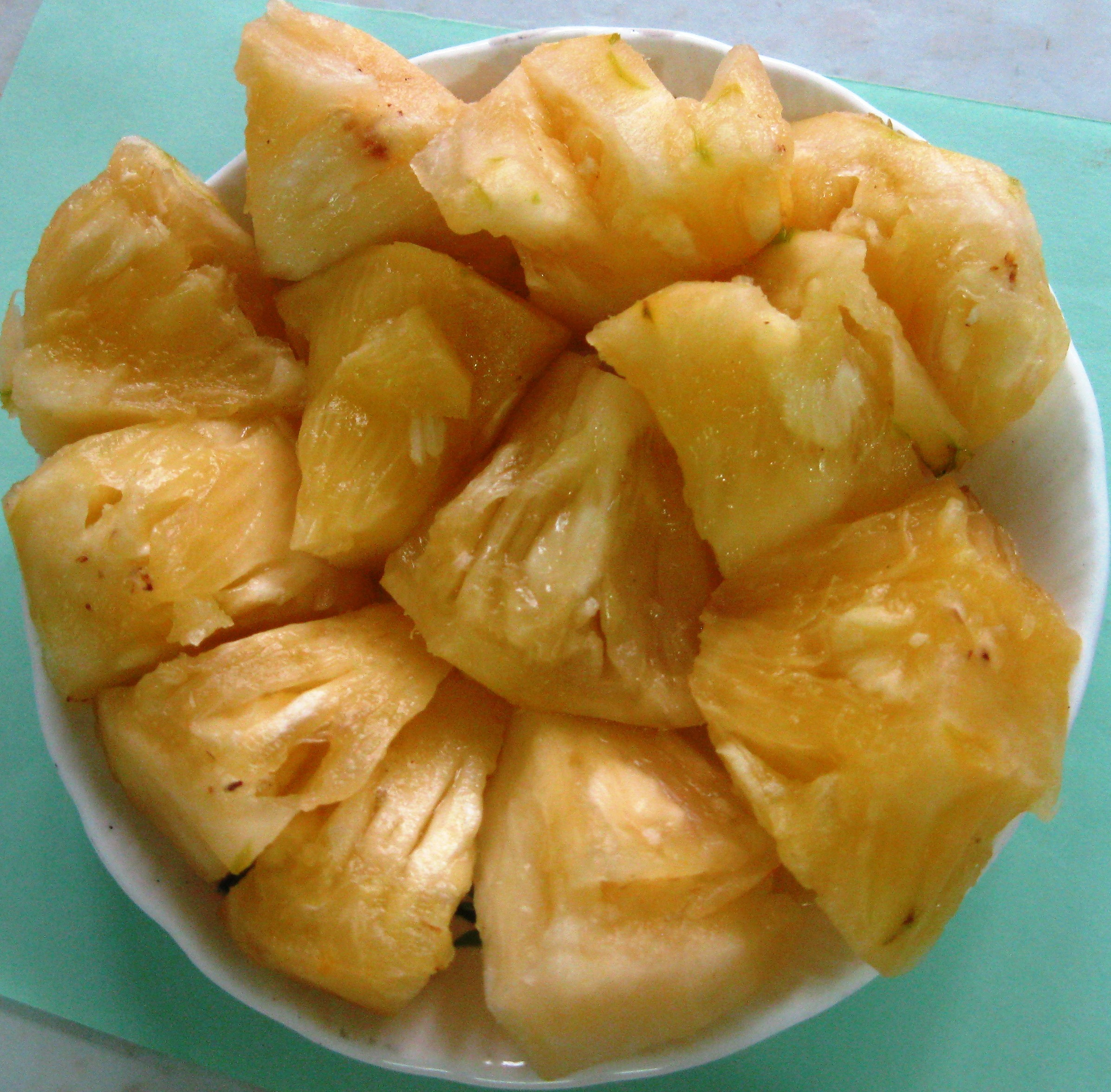
Ananas (skivad)

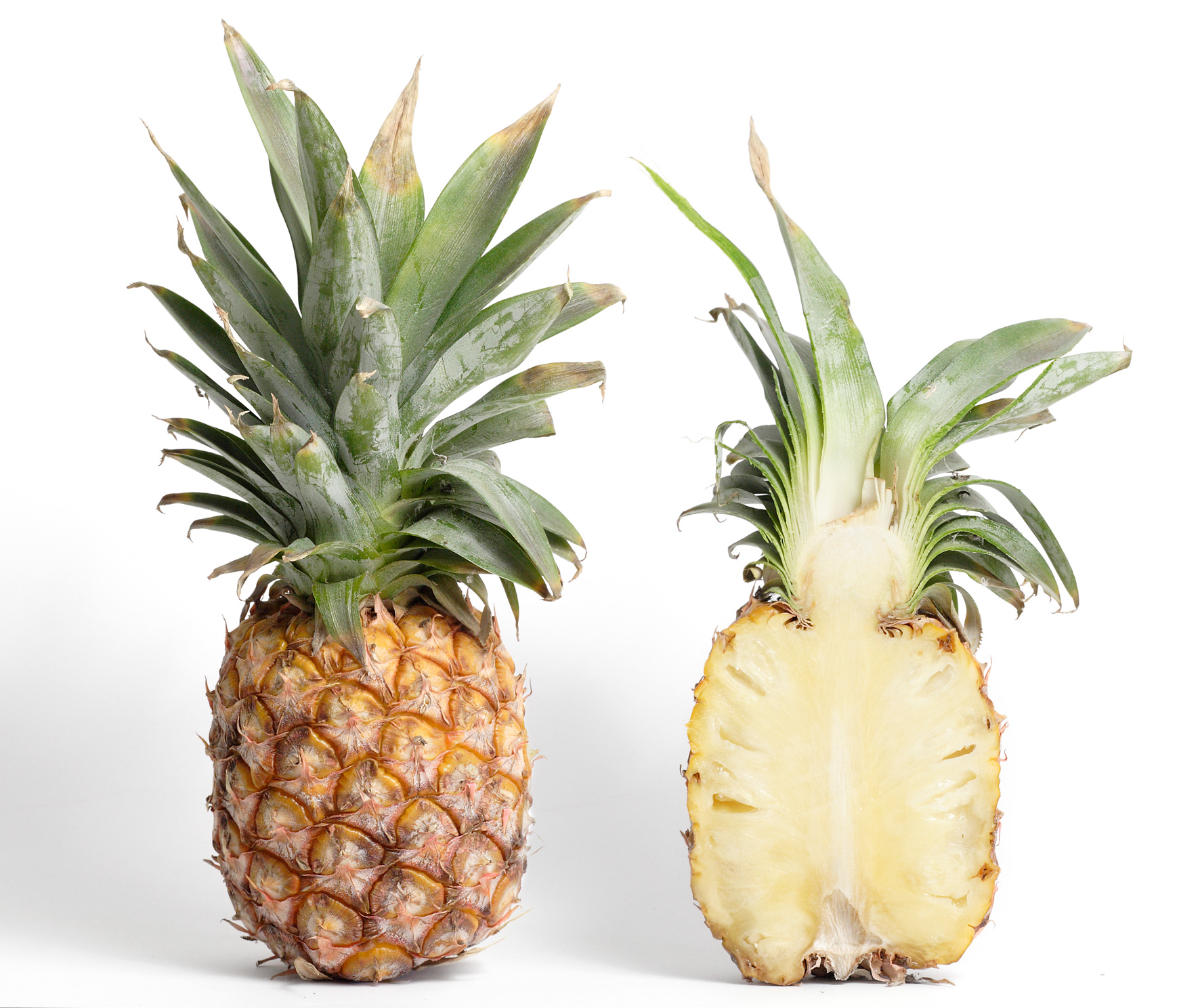
Annanasfrukt, hel och i genomskärning.

Ananas (Ananas comosus) är en växt i familjen ananasväxter som ursprungligen hör hemma i Brasilien och Paraguay men som spridits runt i världen. Christoffer Columbus besättning var de första européer som fick smaka ananasen. Columbus hjälpte sedan till med spridningen av ananasen.

## Biologi
Ananas är en rosettväxt. Den trivs bäst i 25–30 grader och behöver cirka 1000–1500 mm regn per år. Det gör att den trivs väldigt bra i det tropiska Amerika, det enda ställe där den påträffas vilt.
En odlad ananasplanta lever i cirka 3 år. När den cirka 1 meter höga plantan är 2–3 år bär den frukt, sedan vissnar den och dör. Ananasen har en frukttyp som kallas fruktförband som är en förenad spridningsenhet bildad av en stor mängd blommor runt stammen.

## Användning
De vanligaste användningsområdena för ananasens frukt är i olika efterrätter och fruktsallader. Frukten är vanlig i frukt- och grönsaksdiskarna, numera inte enbart vid jul utan även andra tider på året.
För att kunna ätas måste det taggiga skalet och det träiga partiet i mitten av frukten (ananasstocken) avlägsnas. Därför har konserverad, skivad ananas ofta formen av en relativt smal ring med ett stort hål i mitten. I konserverad form är även mindre ananasbitar vanliga. Ananas kan också köpas som kanderade fruktbitar. Ananasfrukten kan väga över 2 kg. Den vanligaste pollinatören av ananas är kolibrin.
Om man äter färsk ananas, kan man efter ett tag märka en stickande känsla i gommen och på tungan. Detta är på grund av att ananasen innehåller ett enzym som heter bromelin (även bromealin). Bromelin är ett proteinförtärande enzym, och därför irriteras både hud och slemhinnor vid kontakt med enzymet.
Bromelinet, som också har en medicinsk användning, utvinns främst ur plantans rotstockar. Det används inom medicinen bland annat som ett antiinflammatoriskt medel som appliceras utvärtes. Forskning visar även på att bromelin potentiellt kan användas vid behandling av tarmcancer.
I FAO:s databas publiceras statistik om ananasskörd och ananasareal i världen under kategorin Production och underkategorin Crops.
| Nr                                                                    | Område                 | Produktion (ton) | Andel (%) |
| --------------------------------------------------------------------- | ---------------------- | ---------------- | --------- |
| 1                                                                     | Costa Rica             | 2 915 628        | 10,67 %   |
| 2                                                                     | Brasilien              | 2 646 243        | 9,68 %    |
| 3                                                                     | Filippinerna           | 2 507 098        | 9,17 %    |
| 4                                                                     | Thailand               | 1 914 830        | 7,01 %    |
| 5                                                                     | Indonesien             | 1 835 491        | 6,72 %    |
| 6                                                                     | Indien                 | 1 736 740        | 6,36 %    |
| 7                                                                     | Nigeria                | 1 464 801        | 5,36 %    |
| 8                                                                     | Kina                   | 1 432 700        | 5,24 %    |
| 9                                                                     | Mexiko                 | 817 463          | 2,99 %    |
| 10                                                                    | Ghana                  | 661 500          | 2,42 %    |
| 11                                                                    | Colombia               | 652 759          | 2,39 %    |
| 12                                                                    | Angola                 | 599 156          | 2,19 %    |
| 13                                                                    | Vietnam                | 591 456          | 2,16 %    |
| 14                                                                    | Venezuela              | 468 643          | 1,71 %    |
| 15                                                                    | Taiwan                 | 456 243          | 1,67 %    |
|                                                                       | Resterande områden     | 6 627 557        | 24,25 %   |
|                                                                       | Total världsproduktion | 27 328 308       | 100,00 %  |
| Källa: FN:s livsmedels- och jordbruksorganisation:s data för år 2014. |                        |                  |           |

## Varianter
Fyra varianter erkänns:
- dvärgananas (var. ananassoides (Baker) Coppens & Leal)
- skärmananas (var. bracteatus (Lindl.) Coppens & Leal)
- var. erectifolius (L B Smith) Coppens & Leal
- var. parguazensis (Camargo & L.B.Smith) Coppens & Leal